# نبرد سمیرم
نبرد سمیرم درگیری مسلحانه‌ای بود که در روز ۸ تیر ۱۳۲۲ خورشیدی، در ارتفاعات سمیرم، اصفهان، ایران میان نیروهای متحد عشایر قشقایی و بویراحمدی از یک سو و نیروهای ارتش ایران و مردم سمیرم از سوی دیگر درگرفت. چنان‌که اسکندر فیروز در کتاب خاطرات خود می‌نویسد، در نتیجه این نبرد ۳۰۰ نفر به‌علاوهٔ ۲۷ افسر، ازجمله سرهنگ حسنعلی شقاقی، فرمانده ستون سمیرم کشته شدند. شهر سمیرم توسط قشون قشقایی غارت شد و شهرهای فیروزآباد، قیر و کارزین تحت کنترل قشقایی‌ها درآمد. این واقعه میان مردم سمیرم به «سال غارتی» معروف است.

## شرح واقعه
عشایر ایران در دوران پادشاهی رضاشاه، با فشارهای متعددی از جمله اسکان اجباری و تبعید سران ایلات مواجه بودند. با اشغال ایران توسط متفقین و سقوط رضاشاه و در پی آن، بازگشت رهبران در تبعید ایلات، انتظار می‌رفت که از حجم فشارها کاسته شود و شرایط مطلوب‌تری حاکم گردد. اما دولت بریتانیا برتداوم سیاست‌های محدودکننده عشایر اصرار داشت. به اعتقاد کاوه بیات، تاریخ‌نگار و پژوهشگر ایرانی، تداوم این نارضایتی‌ها به‌عنوان یکی از پیشرانه‌های واقعه سمیرم شناخته می‌شود. دولت بریتانیا به‌منظور جلوگیری از برانگیخته شدن احساسات ملی ایرانیان، از رویارویی مستقیم با عشایر قشقایی پرهیز داشت و به همین سبب امکانات لازم را برای درگیر شدن ارتش ایران با آن‌ها فراهم نمود. بدین جهت، سپهبد شاه‌بختی را تحت فشار قرار داد تا با پشتیبانی آن‌ها در زمان کوچ تابستانه عشایر قشقایی، با آن‌ها درگیر و عملاً مانع کوچشان شود؛ بنابراین درگیری‌هایی بین ارتش و عشایر در قیر، کارزین و گردنهٔ موک در شمال فیروزآباد واقع شد.
در پی این درگیری‌ها که عمدتاً با تلفات نیروهای ارتش همراه بود، سران قشقایی تصمیم گرفتند به پادگان قلعهٔ پریان و پادگان سمیرم حمله کنند. حمله به پادگان سمیرم را خسرو خان قشقایی بر عهده گرفت. در سوی دیگر، سپهبد شاه‌بختی یک ستون نظامی هفتصدنفره را به فرماندهی سرهنگ حسنعلی شقاقی راهی پادگان سمیرم کرد تا تحرکات احتمالی قشقایی‌ها را سرکوب کند. خسروخان به سرهنگ شقاقی پیغام داد تا برای اجتناب از درگیری، پادگان را تسلیم و نیروهای خود را از منطقه ییلاق عشایر خارج کند. اما این پیشنهاد پذیرفته نشد.
نبرد سمیرم در اوایل تیر ۱۳۲۲ خورشیدی با محاصره پادگان سمیرم توسط نیروهای قشقایی شروع و در یازدهم تیرماه با کشته شدن سرهنگ شقاقی و تسلیم شدن پادگان تمام شد. نتیجه این نبرد، تأثیر منفی زیادی بر روحیه ارتش ایران داشت. همچنین در پی این نبرد، مخالفان لشکرکشی به فارس در پایتخت، به تکاپو افتادند و موفق به عزل سپهبد شاه‌بختی شدند. آن‌ها همچنین تلاش کردند علی سهیلی، نخست‌وزیر وقت را استیضاح کنند که به نتیجه نرسید. تنها بازمانده جنگ یداله شکرالهی بود که دو مرده بر روی خود انداخت و خود را خونی کرد و زنده ماند که در دوران سربازی از اهالی یانچشمه بوده‌است.

## پیمان صلح
در پی عزل شاه‌بختی، سپهبد امان‌الله جهانبانی به جای وی منصوب شد. جهانبانی موفق شد طی مذاکراتی با ناصرخان و خسروخان قشقایی، پیمان صلحی را با عشایر قشقایی به امضا برساند که به موجب آن، در ازای بازگرداندن سلاح‌های غنیمتی از ارتش ایران، خودمختاری قشقایی‌ها به قوت خود باقی می‌ماند. همچنین خسروخان به ریاست ایل برگزیده شد و ناصرخان به عنوان نماینده فیروزآباد به مجلس شورای ملی راه پیدا کرد.

## منبع‌شناسی
- نبرد سمیرم: انگلیسی‌ها، قشقایی‌ها و جنگ دوم جهانی کتابی تاریخی از کاوه بیات، تاریخ‌نگار و پژوهشگر معاصر است. این کتاب، پژوهشی است دربارهٔ شورش ایلات جنوب با محوریت ایل قشقایی در سال‌های ۱۳۲۰ تا ۱۳۲۲. در این کتاب به دلایل و انگیزه‌های طرف‌های درگیر در نبرد سمیرم با توجه به به جریانات تأثیرگذار مانند رویکردهای دولت مرکزی و کابینه‌های وقت، حوادث جنگ جهانی دوم و فضای رسانه‌ای آن دوران پرداخته شده‌است. این کتاب علاوه بر بررسی آثار منتشرشده در این زمینه، از اسناد و مدارک منتشرنشده متعددی مانند گزارش‌های ادواری سفارت انگلستان نیز استفاده کرده‌است و بخشی از کتاب نیز به همین اسناد اختصاص دارد.[۴] چاپ نخست این کتاب در سال ۱۳۸۹ منتشر شده‌است.[۵]
- سووشون یک رمان است از سیمین دانشور که در زمان وقوع این رویداد، در ایران زندگی می‌کرد. در بخشی از این کتاب، صحنه‌هایی از نبرد سمیرم از قول یکی از شخصیت‌های داستان روایت می‌شود. در سووشون، دو واقعهٔ تاریخی نبرد سمیرم (۱۳۲۲) و همکاری عشایر با انگلیسی‌ها (۱۳۲۳) با یکدیگر ادغام شده، که به‌نظر هوشنگ گلشیری، نویسنده و منتقد ادبی، تکنیکی متداول در خلق رمان (حتی رمان تاریخی) است. اما انطباق این دو رویداد، نویسنده را واداشته که واقعهٔ سمیرم را به انگلیسی‌ها نسبت دهد؛ درحالی‌که به‌عقیدهٔ منتقد انتساب نادرستی است. تعمیم تمایل سران عشایر به انگلستان در سال ۲۳ به ۲۲ در این رمان، باعث شده‌است تا شخصیت‌هایی که باید در دو جبهه باشند، در یک جبهه قرار گیرند.[۶]